# Elm Grove (Oklahoma)
Elm Grove – jednostka osadnicza w Stanach Zjednoczonych, w stanie Oklahoma, w hrabstwie Adair.